# مؤسسة الزهراء الخيرية
مؤسسة الزهراء الخيرية بالانجليزية (The Zahra Trust) وهي مؤسسة دولية إنسانية غير ربحية خيرية تعنى بتقديم الخدمات الإنسانية والخيرية إلى جميع الفئات المهمشة من الايتام والارامل والفقراء والعوائل المتعففة. مقرها الدائم في النجف بالعراق، أسسها رجل الدين الشيخ علي المعصومي عام 2008 وهو أمين عام لها، وللمؤسسة مدراء تنفيذيون وأعضاء مجلس ادارة وموظفون، ولديها المئات من المتطوعين الذين يشاركون سنوياً في تنفيذ البرامج الإنسانية، لديها عدد من الفروع الميدانية المسجلة والشركاء المنتشرين في 12 دولة. تعتمد في تمويلها على تبرعات المحسنين والحقوق الشرعية والصدقات، وتقدم الإغاثة الطارئة  والمساعدات الغذائية والمعونة الطبية والدعم التعليمي وبرامج التنمية المستدامة وخدمات المياه والصرف الصحي ودعم الأيتام والأرامل والضعفاء. حصلت المؤسسة على صفة المستشارية الخاصة في المجلس الاقتصادي والاجتماعي التابع للأمم المتحدة عام 2017.

## فروع ومناطق عمليات المؤسسة
- الديوانية، الحيدرية، كربلاء ، النجف – العراق
- بيرنت أوك، لندن - المملكة المتحدة
- ريتشموند هيل، اونتاريو- كندا
- هانتنغتن ستيشن، نيويورك - الولايات المتحدة
- باميان، هرات، كابل – أفغانستان
- لكناو ، سلطانپور – الهند
- ماكويني، مسامبويني، مومباسا، سامبورو – كينيا
- بيروت، النبطية – لبنان
- جيليت، بالتستان، إسلام آباد، پاراچينار، پيشاور، پنجاب، السند  - باكستان
- دار السلام، زنجبار -  تنزانيا
- ميانمار
- حضرموت، الحديدة، جوف مأرب، صنعاء، تعز – اليمن

## الاعتراف العالمي
تتمتع مؤسسة الزهراء الخيرية بالصفة الاستشارية الخاصة للمنظمات غير الحكومية لدى المجلس الاقتصادي والاجتماعي التابع للأمم المتحدة (ECOSOC) منذ عام 2017.

## الموقع الرسمي
https://zahratrust.com